# Султангулово (Кугарчинський район)
Султангу́лово (рос. Султангулово, башк. Солтанғол) — присілок у складі Кугарчинського району Башкортостану, Росія. Входить до складу Мраковської сільської ради.
Населення — 86 осіб (2010; 117 в 2002).
Національний склад:
- башкири — 78%